# Miroslav Kemel (karikaturista)
Miroslav Kemel (* 11. listopadu 1963 Praha) je český karikaturista a písničkář.  V roce 2025 získal za album Mordyjé ocenění v kategorii folk v rámci Cen Anděl 2024.

## Život
Je synem volejbalisty a hydrologa Miroslava Kemela. Vystudoval Stavební fakultu ČVUT. Živí se tvorbou kreslených vtipů. První vtip mu otiskli v deníku Práce v roce 1987, v roce 1989 publikoval v Dikobrazu, od roku 1990 publikoval v časopisech Nový Dikobraz, KUK, ŠKRT, Sexbox, Podvobraz ad. Po roce 1991, od kdy se karikaturami živí, pracoval pro Lidové noviny, Hospodářské noviny, v letech 2004–2014 kreslil pro Mladou frontu Dnes, od 1. července 2014 se stal kmenovým kreslířem Práva, jeho kreslené vtipy jsou dále publikovány v týdeníku Reportér a na webu Novinky.cz.
V roce 2014 Miroslav Kemel získal při příležitosti 400. Salonu kresleného humoru čestný titul HUDr. (Doctor humoris causa).
Miroslav Kemel také od druhé poloviny 80. let tvoří své autorské písničky. Vystupuje jako písničkář, doprovází se na akordeon, kytaru, ukulele a foukací harmoniku. Hraje buď sám, nebo s kapelou; častými hosty kapely jsou zpěvačka Marie Puttnerová a herec Vladimír Javorský (ukulele, saxofon, perkuse, zpěv).
Býval druholigovým basketbalistou Tesly Žižkov.
Od roku 2018 spolupracuje s Českým olympijským výborem (ČOV). Připravil pro něj kreslené minipořady, které oslavují pohyb i úspěchy českých sportovců. Vysílala je Česká televize.
Je ženatý, má dva syny a žije v Praze.

## Dílo

### Knihy kreslených vtipů
- Karikaturatůry do Evropy, 1997, BEN - technická literatura, ISBN 80-86056-21-X
- To nejlepší z českého kresleného humoru 1990 - 2000 (kolektiv autorů), 2000, Formát, ISBN 80-86155-62-5
- Posmutnělé žerty, 2013, Vyšehrad, ISBN 978-80-7429-400-6
- ...nedělej mi ostudu a padej do hospody!!!, 2021, Galén, ISBN 978-80-7492-556-6
- Do nového roku 2022 s humorem Miroslava Kemela, 2021, Radioservis, ISBN 978-80-88286-30-1

### Hudební alba, zpěvník
- Krajem šel anděl, 2011
- Nic víc, 2014
- Ryby raci, 2018
- Vlčí stopy, 2021
- Zpěvník, 2023, Galén, ISBN 978-80-7492-660-0
- Mordyjé, 2024[11]

### Ilustrace v knihách
- Jiří Mihola: Lexikon tržních pojmů, Praha, Mladá fronta, 1991, ISBN 80-204-0263-2
- Jiří Hanák: Jiří Hanák ve sloupcích I. (polistopadová historie), Praha, Praktik, 1994, ISBN 80-901822-0-8
- Jiří Hanák: Jiří Hanák ve sloupcích II. (co to je, když se řekne), Praha, Praktik, 1994, ISBN 80-902286-9-0
- Zdeňka Ortová: Naše politická kaše, Praha, Slávka Kopecká, 2006, ISBN 80-86631-41-9
- Karel Steigerwald: Co s námi bude?: fejetony z let 1998-2006, Praha, Albatros, 2006, ISBN 80-00-01692-3
- Martin Komárek: Unie jaká je aneb Proč se Francouzi bojí polských instalatérů?, Praha, Prostor, Ano pro Evropu, 2006, ISBN 80-7260-156-3
- Barbara Čechová: Nápadník pro rozvoj klíčových kompetencí ve výuce, Praha, www.scio.cz, 2006, ISBN 80-86910-53-9
- Eurožargon s vtipem, Praha, Ministerstvo pro místní rozvoj ČR - Národní orgán pro koordinaci, 2014, ISBN 978-80-87147-49-8
- Jan Urban: Ekonomie bez mýtů a iluzí: Co říká pravice a levice a jak je to doopravdy, Praha, Grada, 2014, ISBN 978-80-247-4132-1
- Martin Moravec: Enter, mami!, Praha, Argo, 2016, ISBN 978-80-257-1848-3
- Laura Janáčková: Jak rozdojit kozla: Návod od Laury Janáčkové, jak získat vše!, Praha, Mladá fronta, 2018, ISBN 978-80-204-5110-1